# Pakang
Pakang is een bestuurslaag in het regentschap Boyolali van de provincie Midden-Java, Indonesië. Pakang telt 1951 inwoners (volkstelling 2010).